# San Martino Canavese
San Martino Canavese (piemontiul: San Martin Canavèis) település Olaszországban, Lombardia régióban, Torino megyében. Lakosainak száma 795 fő (2023. január 1.). San Martino Canavese Castellamonte, Colleretto Giacosa, Parella, Pavone Canavese, Perosa Canavese, Scarmagno, Torre Canavese, Agliè és Vialfrè községekkel határos.

## Népesség
A település népességének változása:
| Lakosok száma | 823  | 826  | 795  |
|               | 2017 | 2018 | 2023 |